# Artelida crinipes
Artelida crinipes är en skalbaggsart som beskrevs av Thomson 1864. Artelida crinipes ingår i släktet Artelida och familjen långhorningar.
Artens utbredningsområde är Madagaskar. Inga underarter finns listade.